# Brit Awards de 2012
O Brit Awards de 2012 foi realizado em 21 de fevereiro de 2012. Esta foi a 32ª edição do prêmio anual de música pop da British Phonographic Industry. A cerimônia de premiação foi realizada no The O2 Arena, em Londres, pela segunda vez. A cerimônia foi apresentada por James Corden. Liderando as indicações, Ed Sheeran com quatro, seguido de Adele e Jessie J com três, enquanto Bon Iver, Aloe Blacc, Coldplay e Florence and the Machine tiveram duas.
Amy Winehouse e Whitney Houston receberam homenagens por lembranças devido a suas mortes em julho de 2011 e fevereiro de 2012, respectivamente. Adele recebeu dois prêmios de Melhor Álbum Britânico e Artista Solo Feminina Britânica, enquanto Sheeran também ganhou dois prêmios de Melhor Revelação Britânica Masculina e Artista Solo Masculino Britânico. Blur recebeu o prêmio por Contribuição Excepcional para a Música, a última vez que o prêmio foi dado antes que a categoria fosse descontinuada. Este foi o último ano presente do prêmio Contribuição Excepcional para a Música.

## Performances
Abertura
- Coldplay - "Charlie Brown"

Durante o Show
- Florence and the Machine - "No Light, No Light"
- Olly Murs e Rizzle Kicks - "Heart Skips a Beat"
- Ed Sheeran - "Lego House"
- Noel Gallagher's High Flying Birds com Chris Martin - "AKA... What a Life!"
- Adele - "Rolling in the Deep"
- Bruno Mars - "Just the Way You Are"
- Rihanna - "We Found Love"

Tributos
- Whitney Houston
- Amy Winehouse

Fechamento
- Blur – "Girls & Boys", "Song 2" e "Parklife". "Tender" e "This Is a Low"

## Vencedores e nomeados
| Artista Solo Masculino Britânico (apresentado por Plan B) | Artista Solo Feminina Britânica (apresentado por Kylie Minogue)                                                                 |
| --- | --- |
| - Ed Sheeran - James Blake - James Morrison - Noel Gallagher's High Flying Birds - Professor Green | - Adele - Florence and the Machine - Jessie J - Kate Bush - Laura Marling                                                       |
| Melhor Revelação Britânica (apresentado por Cesc Fabregas & Nicole Scherzinger) | Grupo Britânico (apresentado por Jo Whiley & Huey Morgan)                                                                       |
| - Ed Sheeran - Emeli Sandé - Anna Calvi - Jessie J - The Vaccines | - Coldplay - Arctic Monkeys - Chase & Status - Elbow - Kasabian                                                                 |
| Single Britânico do Ano (apresentado por Tinie Tempah) | Álbum Britânico do Ano (apresentado por George Michael)                                                                         |
| - One Direction – "What Makes You Beautiful" - Adele – "Someone Like You" - Ed Sheeran – "The A Team" - Example – "Changed the Way You Kiss Me" - Jessie J com B.o.B – "Price Tag" - JLS (com participação de Dev) – "She Makes Me Wanna" - Military Wives/Gareth Malone – "Wherever You Are" - Olly Murs (com participação de Rizzle Kicks) – "Heart Skips a Beat" - Pixie Lott – "All About Tonight" - The Wanted – "Glad You Came" | - Adele - 21 - Florence and the Machine – Ceremonials - Coldplay – Mylo Xyloto - Ed Sheeran – + - PJ Harvey – Let England Shake |
| Artista Solo Masculino Internacional (apresentado por Jessie J e Jack Whitehall) | Artista Solo Feminina Internacional (apresentado por Jenson Button)                                                             |
| - Bruno Mars - Aloe Blacc - Bon Iver - David Guetta - Ryan Adams | - Rihanna - Beyoncé - Björk - Feist - Lady Gaga                                                                                 |
| Grupo Internacional (apresentado por Brian May & Roger Taylor) | Melhor Revelação Internacional (apresentado por will.i.am & Rob Brydon)                                                         |
| - Foo Fighters - Fleet Foxes - Jay-Z & Kanye West - Lady Antebellum - Maroon 5 | - Lana Del Rey - Aloe Blacc - Bon Iver - Foster The People - Nicki Minaj                                                        |
| Escolha da Crítica (apresentado por James Corden e Jessie J) | Produtor Britânico do Ano (apresentado por Laura Marling)                                                                       |
| - 1º – Emeli Sandé - 2º – Maverick Sabre - 3º – Michael Kiwanuka | - Ethan Johns - Paul Epworth - Flood                                                                                            |
| Contribuição Excepcional para a Música (apresentado por Ray Winstone) | |
| - Blur | |

## Controvérsia de discurso de aceitação

### Adele e Blur
Adele foi interrompida pelo apresentador James Corden durante seu discurso de aceitação do prêmio de Álbum Britânico do Ano, fazendo com que ela "desse o dedo" na televisão nacional. Adele afirmou que o gesto foi destinado a "os ternos", não seus fãs. ITV ofereceu suas desculpas na cerimônia como um porta-voz.

### Emeli Sandé
Houve mais controvérsia na cerimônia, quando Emeli Sandé não pôde fazer um discurso depois de ganhar o prêmio Escolha da Crítica. Sandé foi dito ser angustiado pelos chefes da cerimônia e também com raiva depois que Adele conseguiu um pedido de desculpas por ter sido cortado, enquanto ela não o fez. Durante a apresentação do prêmio, a vencedora anterior Jessie J foi convidada a dar conselhos sobre sua carreira, em vez de Sandé fazer o discurso.